# 80-talet
Den här artikeln handlar om det nionde årtiondet i den kristna tideräkningen, åren 80-89 e.Kr. För andra årtionden, som benämns 80-talet, se respektive århundrades artikel för detta, till exempel 1880-talet och 1980-talet.
80-talet var det nionde årtiondet e.Kr. Det började 1 januari 80 e.Kr. och slutade 31 december 89 e.Kr.

## Händelser
- Vespasianustemplet färdigställs.

## Födda
- 85 – Arrianos, romersk politiker, general och författare.
- 19 september 86 – Antoninus Pius, kejsare av Rom.

## Avlidna
- 13 september 81 – Titus, kejsare av Rom.